# El árbol de Gabriel
El árbol de Gabriel é uma telenovela venezuelana exibida em 2011 pela Venevisión.

## Elenco
- Jorge Reyes - Gabriel León
- Daniela Bascope - Magdalena Miranda
- Nohely Arteaga - Valentina Pacheco
- Aroldo Betancourt - Efraín Fernández
- Roxana Díaz - Sofía Alvarado
- Cristóbal Lander - Agustín Camejo
- Roque Valero - Epicúreo "Epi" Morales/Carmen Garcés
- Elaiza Gil - Nayarí Rosales
- Alfonso Medina - Antonio "Toño" Gualtero
- Laura Chimaras - Julieta Fernández Iturria
- Lourdes Valera  - Bárbara Miranda
- Beatriz Vásquez - Ana Belén Iturria de Fernández
- Eulalia Siso - Amelia Ruíz de León
- Paula Woyzechowsky - Gloria Falcón
- Rhandy Piñango - Ricardo Arismendi
- Erika Santiago - Marilyn González
- Mariely Ortega - Brenda Sánchez
- José Ramón Barreto - Deibis Rosales
- Sindy Lazo - Patricia Picón
- José Manuel Suárez - Maikel Blanco
- Vanessa Di Quattro - Dilenis Barreto
- Greisy Mena - Zuleika
- Gabriel López - Saúl Navas 'Seis Nueve'
- Myriam Abreu - Angie Sorelli
- Sebastián Quevedo - Rodrigo Camejo Miranda
- Diego Villarroel - William Guillermo Sánchez